# Nový Salaš
Nový Salaš est un village de Slovaquie situé dans la région de Košice.

## Histoire
Première mention écrite du village en 1553.

## Démographie

### Évolution de la population
| Année:               | 1994. | 2004.    | 2014.   | 2024.    |
| -------------------- | ----- | -------- | ------- | -------- |
| Nombre de personnes: | 222   | 197      | 210     | 256      |
| Différence:          |       | -11,26 % | +6,59 % | +21,90 % |

| Année:               | 2023. | 2024.   |
| -------------------- | ----- | ------- |
| Nombre de personnes: | 246   | 256     |
| Différence:          |       | +4,06 % |